# نیکولا سارتوری
نیکولا سارتوری (انگلیسی: Nicola Sartori؛ زادهٔ ۱۷ ژوئیهٔ ۱۹۷۶) ورزشکار روئینگ اهل ایتالیا است.
وی در مسابقات کشوری و بین‌المللی در مجموع برندهٔ ۱ مدال برنز شده‌است.